# Vera Holodnaja
Vera Vasziljevna Holodnaja, szül. Vera Levcsenko (oroszul: Вера Васильевна Холодная, Вера Левченко; Orosz Birodalom, Poltava, ma: Ukrajna; 1893. augusztus 5. – Odessza, 1919. február 16.) a némafilm fiatalon meghalt, sikeres színésznője, az egyik első oroszországi filmsztár. Alig négy évig tartó filmes karrierje során (1915–1918) negyvennél jóval több filmben szerepelt, de ezek közül csak néhány maradt fenn.

## Életpályája
A leendő színésznő Vaszilij Levcsenko nyelv- és irodalomtanár családjában született. Az anya, Jekatyerina Szergejevna a moszkvai Alekszndro-Mariinszkij Leányintézetben, az apa a moszkvai egyetemen tanult. Házasságkötésük után visszaköltöztek az apa szülőföldjére Poltavára, ott született első lányuk, Vera. Kétéves korában a család Moszkvába költözött, ahol az apa egy gimnázium tanára lett.
Vera már gimnáziumba járt, amikor felvették a Moszkvai Nagyszínház balettiskolájába, de szigorú nagyanyja akaratára egy év után visszatért a gimnáziumba. Miután 1910-ben elvégezte a gimnáziumot, 17 éves korában férjhez ment Vlagyimir Holodnij műszaki (tüzérségi) tiszthez, aki a Szentpétervári Egyetemen jogi diplomát is szerzett, és az első orosz sportnapilap, az Auto szerkesztője volt. Moszkvában laktak. 1911 végén lányuk született (Jevgenyija), és egy másik lányt (Nonna) később örökbefogadtak.
Vera Holodnaját erősen vonzotta a színház és a mozi világa, mintaképe Asta Nielsen volt. Miután férje 1914-ben az ezredével elment a háborúba, anyagi nehézségei miatt Holodnaja statisztálást vállalt. Első epizódszerepét Vlagyimir Gargyin „Anna Karenyina” című produkciójában alakította. Igazából Alekszandr Hanzsonkov filmvállalkozó rendezője, Jevgenyij Bauer fedezte fel és rábízta Turgenyev A diadalmas szerelem dala (Песнь торжествующей любви) című műve alapján készült filmje főszerepét (1915).
„Egyetlen fekete estélyi ruhája volt… Fekete ruhája és festett fekete haja kiemelte arcát, melynek sápadtságát krétafehér sminkje még hangsúlyozta is; palackzöld szeme még a statiszták tömegében is feltűnt. Később, a hírnév csúcsán azt mondta: Nekem a szemem a kenyerem. Sötéthajú sztár lett egy szőke országban…”
Férje egy ütközetben komolyan megsebesült, visszatért Moszkvába. Leszerelt és ügyvédként dolgozott, eltartotta a nagy családott (velük lakott a színésznő két húga is). Vera Holodnaja egymás után kapta a tragikus szerepeket a cég rendezői, főként Jevgenyij Bauer és Pjotr Csardinyin – mindketten a kor kiemelkedő alkotói – filmjeiben. A karaktere szomorú, sötét szépségként bontakozott ki.
1916-ban Hanzsonkovtól átváltott Dmitrij Haritonov filmes vállalkozó cégéhez, és így tett a rendező Csardinyin is. A cég igyekezett nyugati mintájú sztárként reklámozni színészeit, hogy meghódítsák a közönséget. Így lett például Vlagyimir Makszimov „az orosz Psilander” vagy Vera Holodnaja „az északi Bertini”. Ekkor jutott a csúcsra Vera Holodnaja karrierje, akit a filmvászon királynőjének is neveztek.
Az U kamina (У камина) – (nyersfordításban: A kandallónál) egy szerelmi háromszög története –, majd folytatása (Позабудь про камин, в нём погасли огни…  (Felejtsd el a kandallót, a tűz kialudt) nézők tömegeit vonzotta, a mozik hosszú ideig tartották filmjeit műsoron. (Az utóbbi filmet a Jay Leyda-könyv magyar fordítása Felejtsd el a tűzhelyet… címen említi).
Vera Holodnaja filmes karrierje alig négy évig tartott (1915–1918), közben kitört az 1917. évi februári, majd az októberi forradalom. A forradalmi események idején már folytak a Knyazsna Tarakanova (vagyis a Tarakanova hercegné) című filmjük előkészületei, melyet a Fekete-tenger parti Odesszában akartak forgatni. 1918 tavaszán a Haritonov-cég stábjával Holodnaja és családjának egy része odautazott. Férje Nonna lányukkal Moszkvában maradt.
Odessza ekkor már a polgárháború árnyékában élt, a város tele volt északról menekülőkkel. Itt, illetve a Krímben négy film felvételeit készítették el. 1919. február elején azonban Holodnaja spanyolnáthában megbetegedett és február 16-án meghalt. A felfokozott légkörben az a hír járta, hogy talán megmérgezték: egyesek szerint a vörösök, mások szerint a fehérgárdisták, vagy esetleg a francia konzul (akivel többek között viszonya lehetett).  Nagyszámú tisztelője kíséretével temették el. Férjét, Vlagyimir Holodnijt a GPU letartóztatta, és 1919 végén kivégezték. Fogadott lányuk, Nonna idős korában San Franciscóban élt, a századfordulón ott adott interjút egy orosz újságírónak.
Az évszázad végének ismert orosz filmkritikusa így írt róla: az általa megformált nő az „áldozat, aki megfizet a bűnért, a fényűzés iránti vonzalmáért, és mert enged a csábításnak. Ezt a képet testesítette meg az orosz filmvászon első sztárja, Vera Holodnaja. A közönség szerette a szépségéért, az elegáns ruháiért, a szenvedésért és a gyönyörű belső terekért, amelyekben szenvedett.”

## Esetleges pontatlanságok
A Kino-teatr.ru orosz internetes filmportál Fórum (Обсуждение) rovatának egyik bejegyzése (№ 62) a sok weblapon olvasható életrajz számos pontatlanságára hívja fel a figyelmet. Egy másik bejegyzés (№ 61) azt közli, hogy Holodnaja lánya 1911 decemberében született, a házasságot pedig csak 1912 áprilisban kötötték. A férjnek pedig e bejegyzés szerint nem volt jogi végzettsége.

## Filmjei
Vera Holodnaja filmszerepeinek száma nem ismert. Feltételezések szerint filmjeinek száma 50 és 80 között lehetett. Közülük csupán néhány maradt fenn, némelyik csak töredékesen.
Részben vagy egészben fennmaradt filmek
- 1914: Anna Karenina; (Lev Tolsztoj regénye alapján)
- 1915: Gyetyi veka (Дети века)
- 1916: Mirazsi (Миражи)
- 1916: Zsizny za zsizny (Жизнь за жизнь); (Georges Ohnet Serge Panin című műve alapján)
- 1917: Isztyerzannije dusi (Истерзанные души)
- 1918: Molcsi, gruszty, molcsi (Молчи, грусть… молчи)
- 1918: Szkazka ljubvi dorogoj (Сказка любви дорогой)
- 1918: Poszlednyeje tango (Последнее танго)

Elveszett filmek (válogatás)
- 1915: Peszny torzsesztvujuscsej ljubvi (Ivan Turgenyev elbeszéléséből)
- 1917: U kamina
- 1917: Pozabugy pro kamin… v nyom bogaszli ognyi (az előző film sikerének hatására készült folytatás)
- 1917: Cselovek-zver (Émile Zola Állat az emberben című regénye alapján)
- 1918: Élő holttest (Lev Tolsztoj drámája alapján)
- 1919: Azra
- 1919: Kira Zubowa